# محمد جواد مولوی طالقانی
محمد جواد مولوی طالقانی (۱۳۰۳ ۱۸ فروردین ۱۳۵۸) سرلشکر نیروی زمینی ارتش در دوران پهلوی، رئیس پلیس تهران، فرمانده گارد ضد شورش شهربانی در زمان انقلاب بود. او در ۱۷ فروردین ۱۳۵۸ به دستور صادق خلخالی رئیس دادگاه انقلاب وقت به همراه ۵ نظامی دیگر سرتیپ ایرج امین افشار، فرمانده نظامی نجف آباد، سرهنگ هادی گلستانه، افسر فرمانداری نظامی تهران، سرهنگ دوم پیاده هادی گلستانه، ستوان یکم بهادر بهادری افسر لشکر گارد، سرباز وظیفه مصطفی صدری سرباز گارد، گروهان پیروز گردان ۱۴۰ تیپ نادری اعدام شد.